# Rafael Acedo Rico y Amat
Rafael Acedo Rico y Amat (Madrid, 1816-Ciudad Real, 1891) fue un militar y político español. Ostentó el título nobiliario de conde de la Cañada.

## Biografía
Nacido el 20 de marzo de 1816 en Madrid, heredó en 1852 el condado de la Cañada, fundado en 1789, con grandeza de España desde 1880. Fue diputado durante el reinado de Isabel II. También ocupó el cargo de senador vitalicio de 1864 a 1868, además de electivo en 1876, para volver a ejercer como senador vitalicio en 1877, cargo que juró el 1 de mayo de dicho año. Moderado primero y conservador después, fue teniente general y director general de Caballería, además de la Guardia Civil. Falleció el 17 de febrero de 1891 en Ciudad Real. Tenía propiedades en las provincias de Cáceres y Ciudad Real.